# Susanovo
Susanovo (japonsko 須佐之男命, Susanoo-no-mikoto; tudi Susano-o, Susa-no-o in Susanowo) je v japonski mitologiji bog morja in nevihte.
Je brat Amaterase, boginje sonca in Cukijomija, boga lune. Susanovo ima nasprotujoče si značilnosti, tako dobre kot slabe, in je v zgodbah upodobljen kot divji, prenagljen bog, ki ga povezujejo z morjem in nevihtami, ali kot junaško figuro, ki je ubila pošastno kačo, ali kot lokalno božanstvo povezano z žetvijo in poljedelstvom.
Susanovo je eden izmed osrednjih božanstev v cesarskem japonskem mitološkem ciklu, ki je zapisan v kronikah Kodžiki in Nihon Šoki.